# Hippolyt von Vignau
Georg Wilhelm Hippolyt du Vignau – seit 1860 von Vignau – (* 2. Januar 1843 in Münster; † 21. Januar 1926 in Weimar) war ein Musiker, Theaterintendant des Großherzoglichen Hoftheaters in Weimar, preußischer Major und Kammerherr in Anhalt.

## Leben

### Herkunft und Familie
du Vignau war der Sohn des Regierungspräsidenten Justus Wilhelm du Vignau (1793–1866) und dessen Ehefrau Auguste Pappritz (1805–1877). Sein Vater wurde 1860 unter den Namen von Vignau in den Adelsstand erhoben. Er entstammt einer alten Hugenottenfamilie, die 1685 nach Preußen einwanderte. Sein einziger Bruder Viktor Emanuel, starb 1865 als Unterleutnant im 1. Thüringischen Infanterie-Regiment Nr. 31. 1868 heiratete er Susanne Margarete Mandel (1848–?).

### Karriere
Am 9. Dezember 1865 wurde von Vignau zum Portepee-Fähnrich im Kaiser Franz Garde-Grenadier-Regiment Nr. 2. Im Deutschen Krieg diente von Vignau als Unterleutnant in der 1. Kompanie desselben Regiments. Im April 1867 verlobte er sich mit Margarete Mandel. Im Deutsch-Französischen Krieg diente er anfangs als Adjutant und Oberleutnant des 1. Bataillons desselben Regiments. Später im Krieg avancierte er es bis zum Regimentsadjutant. 1871 wurde er zum Ritter des Albrechts-Orden ernannt.
1876 wohnte er in der Wartenburgstraße 24 in Berlin. Am 28. Mai 1878 wurde von Vignau zum Hauptmann und Kompaniechef ernannt. Bis 1885 wechselte er zum 1. Badischen Leib-Grenadier-Regiment Nr. 109. Später erreichte er noch den Range eines Majors und wurde vom Dienst verabschiedet.
Seit 1893 war er Kammerherr im Herzogtum Anhalt und Intendant der herzoglichen Hofkapelle und des Hoftheaters in Anhalt. Am 10. Juli 1895 wurde er Theaterintendant in Weimar. 1900 wurde er wegen Vorwürfen sexueller Belästigung an einer Schauspielerin angeklagt. Am 25. Juni 1902 wurde ihm das Ritterkreuz I. Klasse des Sachsen-Ernestinischen Hausorden verliehen.

## Auszeichnungen
- IV. Klasse des Roten Adlerorden im Jahre 1885
- II. Klasse des Eisernen Kreuzes
- Erinnerungskreuz für 1866
- Goldenes Militär-Verdienst-Kreuz
- Kriegsdenkmünze für die Feldzüge 1870–71 (Deutsches Reich)
- Ritter des Albrechts-Orden
- Ritter des Orden vom Zähringer Löwen
- III. Klasse des Franz-Joseph-Orden